# 地球が静止した日
『地球が静止した日』（ちきゅうがせいししたひ、原題：The Day the Earth Stopped）は、アメリカ合衆国の映画スタジオであるアサイラムが、2008年に製作したオリジナルビデオ映画で、C・トーマス・ハウエルが監督、主演した作品。
映画のタイトルや設定は、同じく2008年の映画『地球が静止する日』(The Day the Earth Stood Still) と酷似しており、いわゆるモックバスター（便乗作品）(mockbuster) であるが、筋の展開には『インデペンデンス・デイ』や『世紀の謎 空飛ぶ円盤地球を襲撃す (Earth vs. the Flying Saucers)』など他のSF映画から採られた要素も盛り込まれている。この映画は、『新・宇宙戦争 (War of the Worlds 2: The Next Wave)』に続く、ハウエルのアサイラムにおける2作目の監督作品である。
本作は、アメリカ合衆国ではR指定（17歳未満は保護者の同伴が必要）、イギリスでは15指定（15歳以上）を受けている。

## ストーリー
ジョシュ・マイロンは、宇宙から巨大なロボット群が来襲し、「人類が存在する価値を示せなければ地球を破壊する」と恫喝する状況を目の当たりにする。マイロンは、宇宙人のメッセンジャーであるスカイを護るため、追われる身となりながらもスカイの要求を果たそうとするが、その間にも宇宙人たちは地軸を揺さぶりはじめ、地球人のあらゆる軍事的防衛行動は打ち破られていく。

## キャスト
| 役名                 | 俳優                                           | 日本語吹き替え                                             |
| -------------------- | ---------------------------------------------- | ---------------------------------------------------------- |
| ジョシュ・マイロン   | C・トーマス・ハウエル                          | 檀臣幸                                                     |
| プルウィット         | ダレン・ダルトン                               | 山野井仁                                                   |
| スカイ               | シニード・マキャファティ                       | 木下紗華                                                   |
| サム                 | キャメロン・ベンダー                           | 青山穣                                                     |
| ジョナサン           | ジョナサン・サンダース                         | 庄司将之                                                   |
| 宇宙人の男           | バグ・ホール                                   | 平川大輔                                                   |
| チャーリー           | ジャド・ネルソン                               | 駒谷昌男                                                   |
| ガード               | パトリック・イアン・ムーア                     | -                                                          |
| ゲイリー・ダニエルズ | ゲイリー・ダニエルズ（本人役：クレジットなし） | -                                                          |
| その他               | N/A                                            | 間宮康弘、田村健亮 小宮山絵理、東條加那子 北沢力、居谷四郎 |
| 日本語版制作スタッフ |                                                |                                                            |
| プロデューサー       | プロデューサー                                 | 駒宮佳代子（クロックワークス）                             |
| 演出                 | 演出                                           | 伊達康将                                                   |
| 翻訳                 | 翻訳                                           | 水澤清香                                                   |
| 録音・調整           | 録音・調整                                     | 東北新社スタジオ                                           |
| 制作担当             | 制作担当                                       | 前中祐子、西山陽（東北新社）                               |
| 日本語版制作         | 日本語版制作                                   | (株)東北新社                                               |

## 論争
この作品は、2008年の映画『地球が静止する日』と酷似していたことから、本作の映画プロデューサーたちの行ないは盗作にあたると考えた20世紀フォックス（『地球が静止する日』の製作会社）から、法的措置も辞さないと警告された。しかし、その後法的な動きは出ていない。